# Jezioro Teleckie
Jezioro Teleckie (także: Jezioro Tieleckie, ros. Телецкое озеро) – jezioro w azjatyckiej części Rosji, w górach Ałtaj.

## Morfologia
Akwen o powierzchni 223 km² oraz maksymalnej głębokości 325 m leży na wysokości 473 m. Z jeziora, wykorzystywanego w celach turystycznych oraz rybołówstwie, wypływa rzeka Bija. Składa się z dwóch wyraźnych części: południowej, dłuższej o układzie południkowym i północnej, krótszej o układzie równoleżnikowym. Linia brzegowa jest prosta i pozbawiona zatok oraz półwyspów. Brzegi są w większości wysokie, często nie pozostawiają strefy przybrzeżnej, a w najwyższym miejscu mają wysokość około 2000 metrów. Tafla wody, niezależnie od przyborów wód, pozostaje na tym samym poziomie.

## Geologia
Pochodzenie jeziora budzi wątpliwości. Dominują dwie teorie: że jest to dawny rów tektoniczny albo głęboka niecka wyorana przez historyczny Lodowiec Czułyszmański, który poszerzył wcześniejszą dolinę podłużną.
Zbocza zbudowane są głównie z łupków epidotowo-chlorytowych. Wyjątek stanowi południowa część zachodniego brzegu, która jest wychodnią granitową. Rzeki wpływające do jeziora, zwłaszcza Koksza, wyżłobiły głębokie wąwozy, a przy ujściach tworzą delty, które narastają (np. Czułyszman) lub ulegają rozmyciu (np. Koksza). W czasach ZSRR było to czwarte najgłębsze jezioro związku (325 metrów). Pod względem temperatur jest jeziorem umiarkowanym zbliżonym do polarnego. W sierpniu woda na powierzchni ma średnio temperaturę 17 °C (na głębokości 100 metrów jest to 10 °C, a poniżej woda ma stałą temperaturę około 4 °C). Niskie temperatury są wywołane dużą głębokością, brakiem mielizn oraz działaniem długotrwałych, zimnych wiatrów. Lody powierzchniowe ustępują w środku maja.

## Przyroda
Barwa wód jeziora jest zielona i ma ono dużą zawartość tlenu przez cały rok. Akwen jest bogaty w ryby – jest ich jedenaście gatunków, a osiem jest poławianych. Żyją tu m.in.: sieja tielecka, lipień arktyczny, lenok, głowacica tajmen, okoń, szczupak, jelec syberyjski i miętus. Brzegi jeziora nie sprzyjają gniazdowaniu ptaków, stąd nie ma tu ich zbyt wiele.